# ピュロコックス・ヤヤノシイ
ピュロコックス・ヤヤノシイ（Pyrococcus yayanosii）は、偏性嫌気性、絶対好圧性の超好熱古細菌である。学名の種形容語は好圧菌の研究に功績のあったAristides Yayanosへの献名である。
形態、栄養要求性など、増殖圧力以外の特徴は典型的なPyrococcusである。Pyrococcusの中ではやや小型（0.6-1.5μm）、やや増殖速度が遅い（世代時間50分）が、鞭毛をもつ球菌で、嫌気条件下、糖類を発酵して増殖する。分離源は深海の熱水鉱床で、大西洋中央海嶺アシャゼ熱水帯の水深4100mの熱水域より、2007年に発見、2009年に報告され、2011年に記載された。増殖に最低でも20MPa（約200気圧）を必要とする絶対好圧菌であり、至適圧力は52MPa（約510気圧）、限界増殖圧力は120MPa（約1200気圧）である。限界増殖圧力は全生物の中でも最も高いものの一つとなっている。
この生物は、典型的な好圧菌（500気圧以上で増殖できる）とはかなり異なっている。これまで記載された好圧菌は、ガンマプロテオバクテリア綱、それもアルテロモナス目に属すものが大半であったが、P. yayanosiiはユーリ古細菌であり、異なるドメインに属している。また、本種はかなり強い超好熱菌でもあり、それまでの好圧菌の大半が20℃以下に至適増殖温度を持っているのに対して、本種の至適増殖温度は98℃と桁違いに高い。増殖温度は80-108℃に達する。108℃と言えば、全生物中でも6番目の高さである。